# Xanthomyrtus humilis
Xanthomyrtus humilis är en myrtenväxtart som beskrevs av Elmer Drew Merrill och Lily May Perry. Xanthomyrtus humilis ingår i släktet Xanthomyrtus och familjen myrtenväxter. Inga underarter finns listade i Catalogue of Life.